# Jacob Nuiver
Jacob Nuiver (Groningen, 1 oktober 1892 - Amsterdam, 27 juni 1953) was een Nederlands grafisch ontwerper, illustrator en boekbandontwerper.
Jacob of Jac. Nuiver was een zoon van Jacob Nuiver en Zwaantje Sloterbeek. Vader Nuiver verdiende de kost met een boekbinderij. De moeder van Jacob stierf toen hij elf jaar oud was. De financiële situatie in het gezin was er wellicht mede de oorzaak van dat Jacob al op 14-jarige leeftijd als leerling aan de slag ging bij Boek- en Steendrukkerij Casparie te Groningen. Hij werkte daar vijf jaar tot grote tevredenheid zoals in zijn getuigschrift vermeld staat. In de avonduren studeerde hij aan de Academie Minerva voor Beeldende en Toegepaste Kunst te Groningen, waar hij blijkens het in 1911 uitgereikte diploma de lessen met zeer goed gevolg bijwoonde.
Op negentienjarige leeftijd ging Jacob Nuiver naar Amsterdam, waar hij zijn loopbaan vervolgde bij een reeks van steendrukkerijen waaronder de Gebroeders Braakensiek en Van Leer & Co. Hierna werkte hij van 1919 tot 1921 bij de Topografische Dienst in Nederlands-Indië. Bij Van Leer kreeg hij de gelegenheid de reproductietechnieken grondig te leren kennen, terwijl daarna Blikman & Sartorius hem inzicht gaf in boekbinderij, boekdrukkerij en steendrukkerij. Ondertussen kreeg hij in zijn vrije tijd lessen van André Vlaanderen die hem de beginselen van het grafisch ontwerpen bijbracht. Eind 1919 vertrok Nuiver naar de Oost. Na een jaar vroeg hij daar eervol ontslag aan en vestigde zich in Batavia als zelfstandig grafisch ontwerper. Ondanks de vele opdrachten die hij kreeg, besloot hij na een half jaar vanwege het klimaat toch terug te gaan naar Nederland.
In 1922 trouwde Nuiver met Christina Johanna Dijkhoffz. Het paar vestigde zich op de Keizersgracht 1-II te Amsterdam. Uit het huwelijk werden twee kinderen geboren, in 1924 Jan Alexander en in 1928 Jacob Herman. Vanaf zijn terugkeer uit Indië in 1921 tot april 1929 werkte Nuiver als freelance grafisch ontwerper.
In april 1929 verhuisde het gezin Nuiver naar Eindhoven waar Nuiver medewerker werd van de afdeling Artistieke Propaganda bij Philips. Naast zijn werk bij Philips bleef hij echter ook als freelanceontwerper actief. In april 1932 ging hij weg bij Philips en hernam zijn werkzaamheden als freelancer in Amsterdam. Hij bleef ook in Amsterdam nog voor Philips werken.
Nuiver maakte op verschillende manieren reclame voor zijn bedrijf. Hij had blijkbaar een goede relatie met het blad De Reclame, want in september 1932 was er een tentoonstelling van zijn grafische werk in de toonkamer van drukkerij Levisson (de huisdrukker van De Reclame) in Den Haag.
In 1932 werd hij ook ontwerper bij papiergroothandel P. Proost & Zoon te Amsterdam. Na enkele jaren werd het een volledig dienstverband, dat later weer werd omgezet in een parttime baan. De gedeeltelijke verbinding met Proost bleef zowel in als na de oorlog bestaan. Hij werkte vervolgens voor diverse uitgeverijen als boekbandontwerper. Vanaf die tijd tot ongeveer 1944 ontwierp hij zo'n honderd boekbanden. Mede door de ontberingen in de oorlogsjaren (1940-1945) ging zijn gezondheid in het begin van de jaren vijftig geleidelijk achteruit. Nuiver was een veelzijdig vakman: een ideeënrijk ontwerper en tekstschrijver, maar ook illustrator, lay-outman, affiche- en figuurtekenaar.